# 石原武政
石原 武政（いしはら たけまさ、1943年 - ）は、日本の商学者・マーケティング理論家。大阪市立大学名誉教授、元関西学院大学商学部教授。
小濵裕正（ユナイテッド・スーパーマーケット・ホールディングス会長・日本チェーンストア協会会長）は大学時代の同級生・友人。

## 略歴
- 1943年：京都府京都市に生まれる。

- 1965年：神戸商科大学卒業[1]。

- 1969年：神戸大学大学院経営学研究科博士課程退学[1]。

- 1969年：大阪市立大学商学部助手[1]。

- 1971年：同大学講師[1]。1975年：同大学助教授[1]。

- 1984年：同大学教授[1]。

- 2001年：同大学大学院経営学研究科グローバルビジネス専攻（金融・流通）教授。

- 2002年：日本商業学会会長[3]。

- 2006年：関西学院大学商学部教授（2010年まで）、大阪市立大学名誉教授[1]。

- 2011年：流通科学大学商学部特別教授（商業論、流通政策論）。

## 主な著書

### 単著
- 『マーケティング競争の構造』千倉書房、1982年9月。
- 『小売業における調整政策』千倉書房、1994年3月。
- 『商業組織の内部編成』千倉書房、2000年3月。
- 『まちづくりの中の小売業』（有斐閣選書；519）有斐閣、2000年6月。
- 『小売業の外部性とまちづくり』有斐閣、2006年3月。

### 共著
- 『日本流通研究の展望』千倉書房、1984年11月。（田村正紀と共編著）
- 『流通と販売の組織：消費文化のインターフェース』（『日本の組織：戦略と形態』第8巻） 第一法規出版、1989年5月。（田村正紀と共著）
- 『現代流通の動態分析』千倉書房、1991年5月。（小西一彦と共編著）
- 『街づくりのマーケティング』日本経済新聞出版社、1992年1月。（石井淳蔵と共著）
- 『マーケティング研究の新地平：理論・実証・方法』千倉書房、1993年12月。（田村正紀・石井淳蔵と共編著）
- 『製販統合：変わる日本の商システム』日本経済新聞出版社、1996年6月。（石井淳蔵と共編著）
- 『マーケティング・ダイナミズム：生産と欲望の相克』白桃書房、1996年8月。（石井淳蔵と共編著）
- 『マーケティング・インタフェイス：開発と営業の管理』白桃書房、1998年5月。（石井淳蔵と共政編著）
- 『商業学〔新版〕』（有斐閣Sシリーズ；33）有斐閣、2000年2月。（池尾恭一・佐藤善信と共著）
- 『日本の流通100年』有斐閣、2004年12月。（矢作敏行と共編著）
- 『商業・まちづくりネットワーク』（MINERVA現代経営学叢書；28）ミネルヴァ書房、2005年2月。（加藤司と共編著）
- 『1からの流通論』碩学舎、2008年10月。（竹村正明と共編著）
- 『シリーズ流通体系』中央経済社、2009年7月（石井淳蔵と共に編集代表）
  - 第4巻：『地域商業の競争構造』（加藤司と共編著）
  - 第5巻：『日本の流通政策』（加藤司と共編著）
- 『商務流通政策：1980-2000』（通商産業政策史編纂委員会〔編〕『通商産業政策史：1980-2000』第4巻）経済産業調査会、2011年3月。（通商産業政策史編纂委員会、経済産業研究所と共編）

### 翻訳
- ロー・オルダースン〔著〕『マーケティング行動と経営者行為：マーケティング理論への機能主義的接近』千倉書房、1984年1月。
  - 原著：Wroe Alderson (1957), Marketing Behavior and Executive Action: A Functionalist Approach to Marketing Theory, Homewood, Illinois: Irwin.

## 受賞歴
- 日本商業学会賞 (1983)
- 日本商業学会賞 (2001)
- 日本商業学会賞論文賞 (2000)
- 中小企業研究奨励賞 (1995)
- 日本商業学会賞 (1993)
- 中小企業研究奨励賞 (1993)